# القوات البرية الأذرية
القوات البرية الأذرية (بالأذرية: Azərbaycan Silahlı Qüvvələri Quru Qoşunları)‏ هي مكون القوة البرية للقوات المسلحة الأذربيجانية.  منذ سقوط الاتحاد السوفييتي، تحاول أذربيجان إنشاء قوات مسلحة محترفة ومدربة جيدًا ومتحركة. وبحسب إحصائيات عام 2013، يبلغ عدد قوات القوات البرية في البلاد نحو 85 ألف جندي، بالإضافة إلى قوات شبه عسكرية يبلغ عددها 15 ألف جندي. بالإضافة إلى ذلك، هناك 300 ألف من أفراد الخدمة السابقين الذين أدوا الخدمة العسكرية خلال السنوات الخمس عشرة الماضية.
ويقال إنه في زمن الحرب، يكون الجيش قادرًا على الاستعانة بدعم الحرس الوطني، والقوات الداخلية الأذربيجانية، وخدمة الحدود الحكومية. لا يزال هيكل القيادة الدقيق في زمن الحرب غير واضح.